# Xiaochi (köpinghuvudort i Kina, Hubei Sheng, lat 29,75, long 115,99)
Xiaochi är en köpinghuvudort i Kina. Den ligger i provinsen Hubei, i den centrala delen av landet, omkring 190 kilometer sydost om provinshuvudstaden Wuhan. Antalet invånare är 97 956. Befolkningen består av 47 092 kvinnor och 50 864 män. Barn under 15 år utgör 15,0 %, vuxna 15-64 år 74 %, och äldre över 65 år 9,0 %.
Runt Xiaochi är det mycket tätbefolkat, med 1 463 invånare per kvadratkilometer. Närmaste större samhälle är Xunyangqu, 2,8 km söder om Xiaochi. Trakten runt Xiaochi består till största delen av jordbruksmark.
Genomsnittlig årsnederbörd är 2 094 millimeter. Den regnigaste månaden är maj, med i genomsnitt 371 mm nederbörd, och den torraste är januari, med 69 mm nederbörd.